# Gunde
Gunde ist ein Vorname, der eine alte deutsche Kurzform von mit -gunda oder -gunde endenden Namen darstellt (z. B. Burgunde, Hildegunde, Kunigunde, kurz „Gundi“). Diese sind abgeleitet vom althochdeutschen Wort gund, welches Kampf bedeutet.
Der Vorname kann sowohl weiblichen als auch männlichen Kindern gegeben werden.

## Bekannte Namensträger
- Gunde Svan (* 1962), schwedischer Langläufer
- Henrik Gunde Pedersen (* 1969), dänischer Jazzpianist